# Jobst Schaefer
Jobst Schaefer (* 26. Dezember 1912 in Sonderburg, Nordschleswig; † 10. Februar 2002) war ein deutscher Politiker (DP/CDU) und ehemaliges Mitglied des Niedersächsischen Landtages.

## Leben
Jobst Schaefers Vater Edmund Karl Julius Hermann Schaefer diente als Korvettenkapitän in der kaiserlichen Kriegsmarine, seine Mutter Gilta Marie Luise Hagemann war die Tochter des Reichstagsabgeordneten und Juristen Johannes Nicolaus Hermann Paul Hagemann. Er erlangte die Hochschulreife 1932 in Wilhelmshaven und ging danach zum Militär als Sanitätsoffiziersanwärter. Er studierte in Kiel Medizin, absolvierte das Staatsexamen im Jahr 1938 und erhielt seine Approbation im Jahr 1939. Er promovierte im Jahr 1943 zum Thema „Die Ernährung des U-Bootfahrers im Kriege“.
Nach Kriegsbeginn wurde er zu U-Bootwaffe kommandiert und als Flottillenarzt in Südostasien und anderen Ferneinsätzen eingeteilt. In den Jahren 1945 bis 1948 war er interniert und in Kriegsgefangenschaft.
Nach seiner Freilassung arbeitete er zunächst in einer Klinik und ließ sich schließlich 1950 in Moordorf (Ostfriesland) als praktischer Arzt nieder. Zudem wirkte der Sportflieger Schaefer als amtlicher Sachverständiger für Luftfahrt.
Im Jahr 1952 wurde er im Kreis Aurich Ratsmitglied und 1956 Kreistagsmitglied.
Vom 6. Mai 1959 bis 5. Mai 1963 war er Mitglied des Niedersächsischen Landtages (4. Wahlperiode), der CDU-Fraktion gehörte er ab 29. März 1962 an.